# Сайкс, Ричард
Сэр Ричард Сайкс (англ. Sir Richard Sykes; род. 7 августа 1942 года) — старший независимый директор и неисполнительный заместитель Председателя ENRC, а также Председатель Комитета по вознаграждениям ENRC. Сэр Ричард в настоящее время занимает должность Председателя фонда The UK Stem Cell и Неисполнительного директора Lonza AG.
Также Сэр Ричард являлся членом совета Королевского Общества и опекуном Музея Естественной Истории (в Лондоне) и Королевских Ботанических Садов ('Кю Гарденс', на западе Лондона). Он был руководителем корпорации GlaxoSmithKline и Президентом ассоциации развития науки Великобритании. Наиболее широко известен внедрением лекарственного препарата Ранитидин (Zantac) во время своего пребывания на посту руководителя GlaxoSmithKline.

## Биография
Сэр Ричард Сайкс получил звание кандидата наук по биохимии в университете Бристоля. Также он является почётным членом ряда университетов в Мадриде (Испания), Кранфилде, Брунеле, Эдинбурге и прочих.
В 1994 ему было пожаловано ненаследственное дворянское звание (поэтому ему был присвоен титул Сэра) за успешную работу в фармацевтической промышленности. В 1999 сэр Ричард получил приз «Singapore National Day Public Service Star Award» за заслуги в области экономики Сингапура.
C 1997 по 2008 года являлся старшим независимым директором компании Rio Tinto PLC. Он обладает более чем 30-летним опытом работы в сфере биотехнологий и фармацевтической промышленности, проработав на посту главного исполнительного директора и председателя GlaxoWellcome с 1995 по 2000 год, а затем председателя GlaxoSmithKline до 2002 года. C 2000 по 2008 года являлся ректором университета Имперского колледжа Лондона (Imperial College London). С декабря 2008 года по июль 2010 года сэр Ричард являлся Председателем лондонского подразделения Национальной службы здравоохранения (NHS London).